# Hazen Sise
Hazen Edward Sise (a veces escrito el apellido como Size; Montreal, 1906 - Ib., 1974) fue un arquitecto canadiense. Llegó a trabajar en París para Le Corbusier, y ejerció también a lo largo de su vida como educador y cooperante, participando en el equipo de transfusiones de sangre de Norman Bethune en la Guerra Civil Española.

## Biografía

### Formación
Hazen fue el primer hijo de Paul F. Sise, un rico e influyente hombre de negocios de Montreal que llegó a ser director del Royal Bank of Canada y de la Bell Telephone Company. Asistió a la Selwyn House School en Montreal y al Bishop's College en Lennoxville. En 1923 comenzó formación militar en el Royal Military College of Canada en Kingston, Ontario, pero abandonó la academia después de su segundo año debido a que decidió convertirse en arquitecto. Fue influenciado en gran medida para estudiar arquitectura al descubrir la obra de Christopher Wren en la biblioteca del Royal Military College. Por ello se matriculó en la Escuela de Arquitectura de la Universidad McGill. Después de dos años de estudio en la McGill (1925-1927), fue transferido al Instituto Tecnológico de Massachusetts en Cambridge, Estados Unidos, donde se graduó en 1929. Después de su graduación, se trasladó a Londres, Inglaterra, para realizar estudios de postgrado en arquitectura y urbanismo.

### Inicios
Fue empleado en la oficina de arquitectura de Le Corbusier en París, Francia, y de Howe and Lescaze en Nueva York. A su regreso a Montreal en 1931, participó en la creación de la Atelier school, que llevó a cabo clases de arte, conferencias y exposiciones, y cuyo objetivo fue reunir a artistas interesados en la pintura moderna, destacando la importancia de los principios clásicos en el arte, y el arte moderno europeo. Estuvo involucrado en las artes y las comunidades de teatro en Montreal. Asistió regularmente a las reuniones celebradas en la casa del pintor John Lyman, y desarrolló amistades con artistas como André Biéler, Jean Palardy y Jori Smith. Participó en el IV Congreso Internacional de Arquitectura Moderna en Atenas de 1933.

### Cooperante en España
En los años 1930, desarrolló un gran interés por la complicada situación internacional, especialmente en Europa. En esa época, él y Stanley Ryerson concienciaron a Norman Bethune de las luchas que se libraban para salvaguardar los valores democráticos en todo el mundo. Cuando estalló la Guerra Civil Española, se unió al Dr. Bethune en Madrid, y se convirtió en el jefe de recaudación de fondos para el Comité de Ayuda a la Democracia Española. Se incorporó, junto al escritor inglés Thomas Worsley, como ayudante de Bethune en la Unidad de Transfusión de Sangre de Canadá en apoyo de las fuerzas republicanas. Su ambulancia de la Cruz Roja recorrió durante el conflicto gran parte de la geografía española atendiendo a los heridos. Una de sus intervenciones más dramáticas se produjo durante la masacre de la carretera Málaga-Almería, cuando se desplazaron expresamente desde Valencia hacia Málaga para socorrer a la población civil que estaba siendo masacrada durante su huida de la ciudad, que había sido tomada por el bando sublevado, hacia Almería. Durante tres días los miembros de la unidad socorrieron a los heridos y ayudaron en el traslado de refugiados hacia la capital almeriense. Las imágenes tomadas por la cámara fotográfica de Sise durante este suceso adquirieron gran relevancia en su denuncia.

### Retorno a Norteamérica
Retornó a Canadá justo antes del comienzo de la Segunda Guerra Mundial, y se unió al personal de la National Film Board of Canada sirviendo primero en Ottawa y después en Washington D. C.. Después de la guerra, fue invitado a dar conferencias sobre historia de la arquitectura en la Escuela de Arquitectura de la Universidad McGill. Comenzó a desarrollar plenamente su profesión, poniendo en práctica sus conocimientos teóricos. En Montreal fue miembro activo de la Asociación de parques y patios de la ciudad, contribuyendo a la restauración y conservación de los espacios abiertos urbanos. Fue cofundador de Arcop, una cooperativa de arquitectura creada en 1955. Fiel seguidor de los movimientos modernos, fue un firme defensor de la promoción del arte y de la arquitectura moderna, no sólo en Montreal, sino en todo Canadá. 
En 1968, se retiró de la cooperativa de arquitectura; de 1970 a 1974, participó en la Comisión Nacional para la preservación de la arquitectura tradicional. Falleció el 15 de febrero de 1974, y está enterrado en el Cementerio Mount Royal de Montreal.

## Proyectos

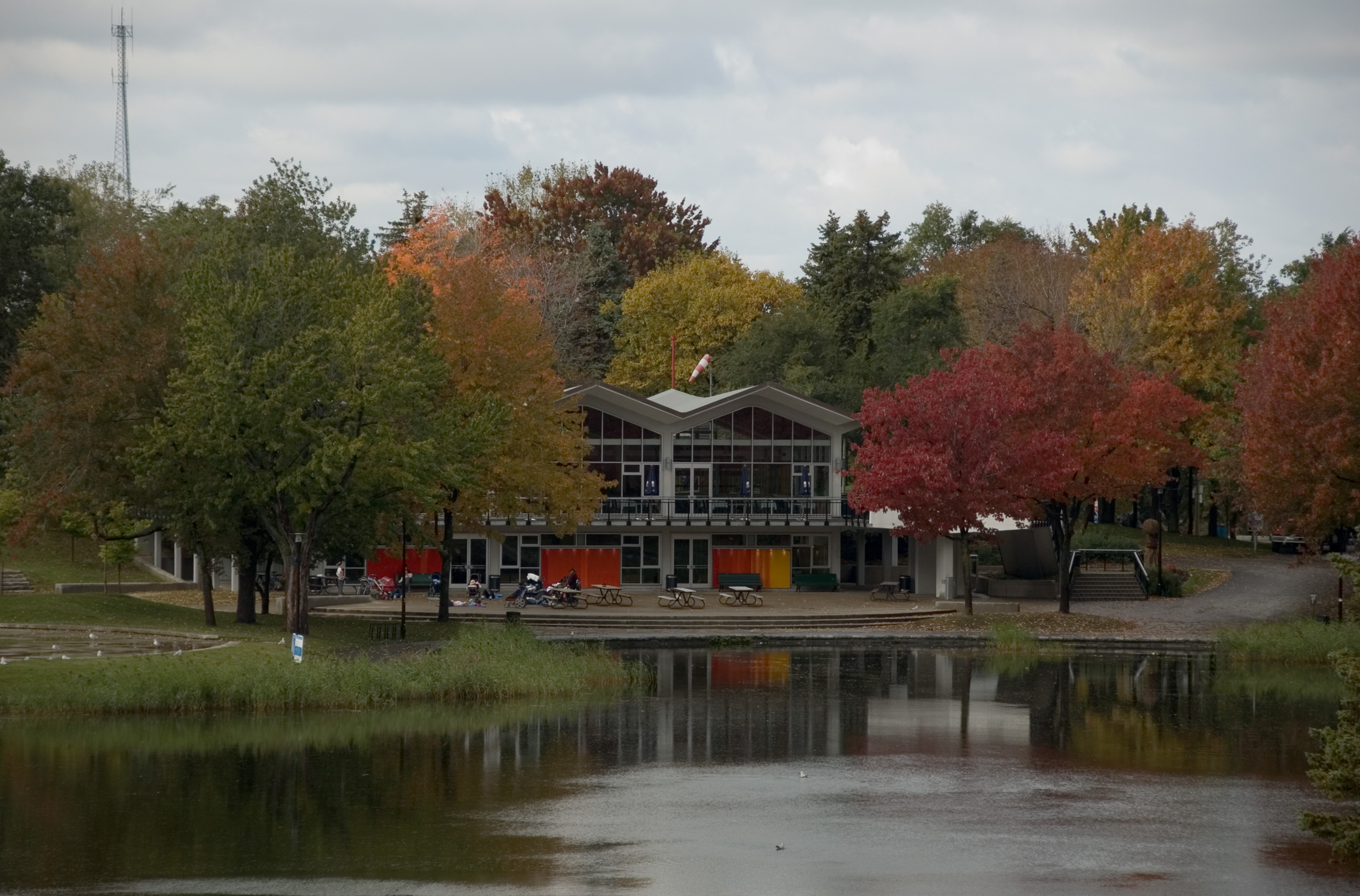
Beaver Lake Pavilion (Lac aux castors), Mount Royal Park, Montreal, Quebec, entre 1955 y 1958.
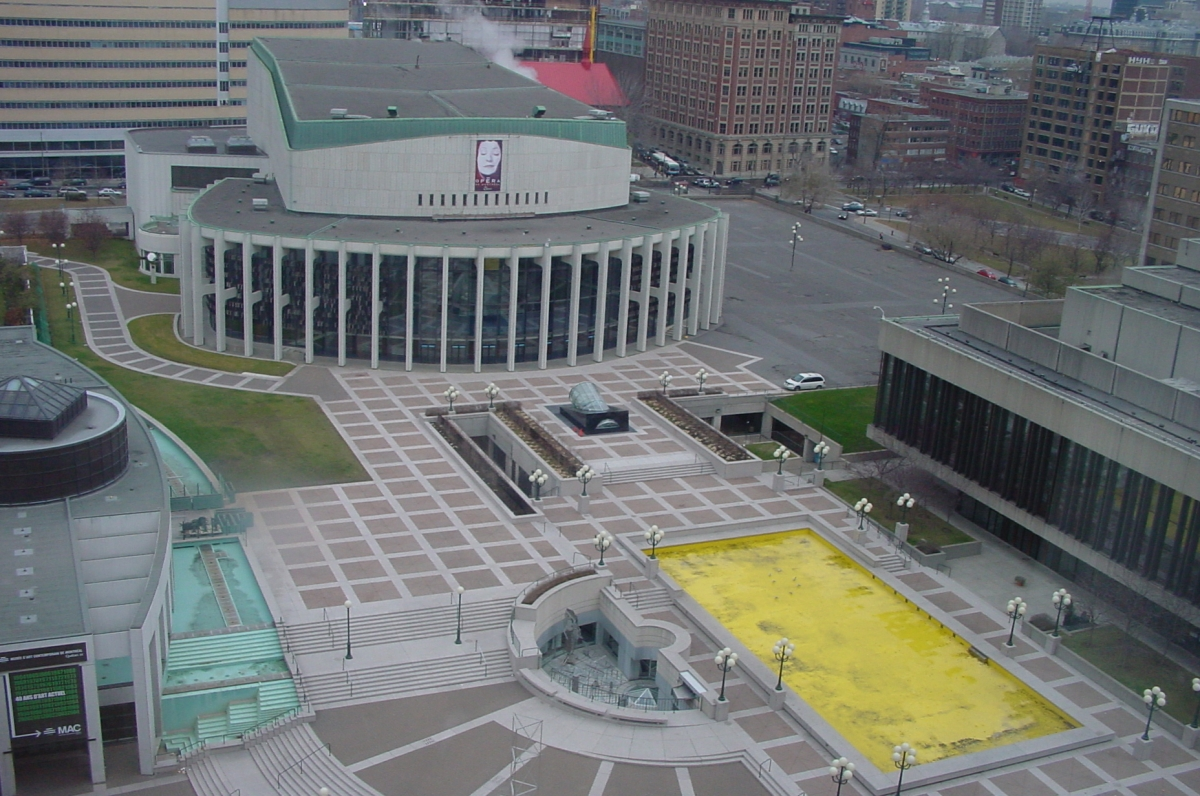
Grande Salle (después Sala Wilfrid Pelletier) Place des Arts, Montreal, Quebec (1958–63)
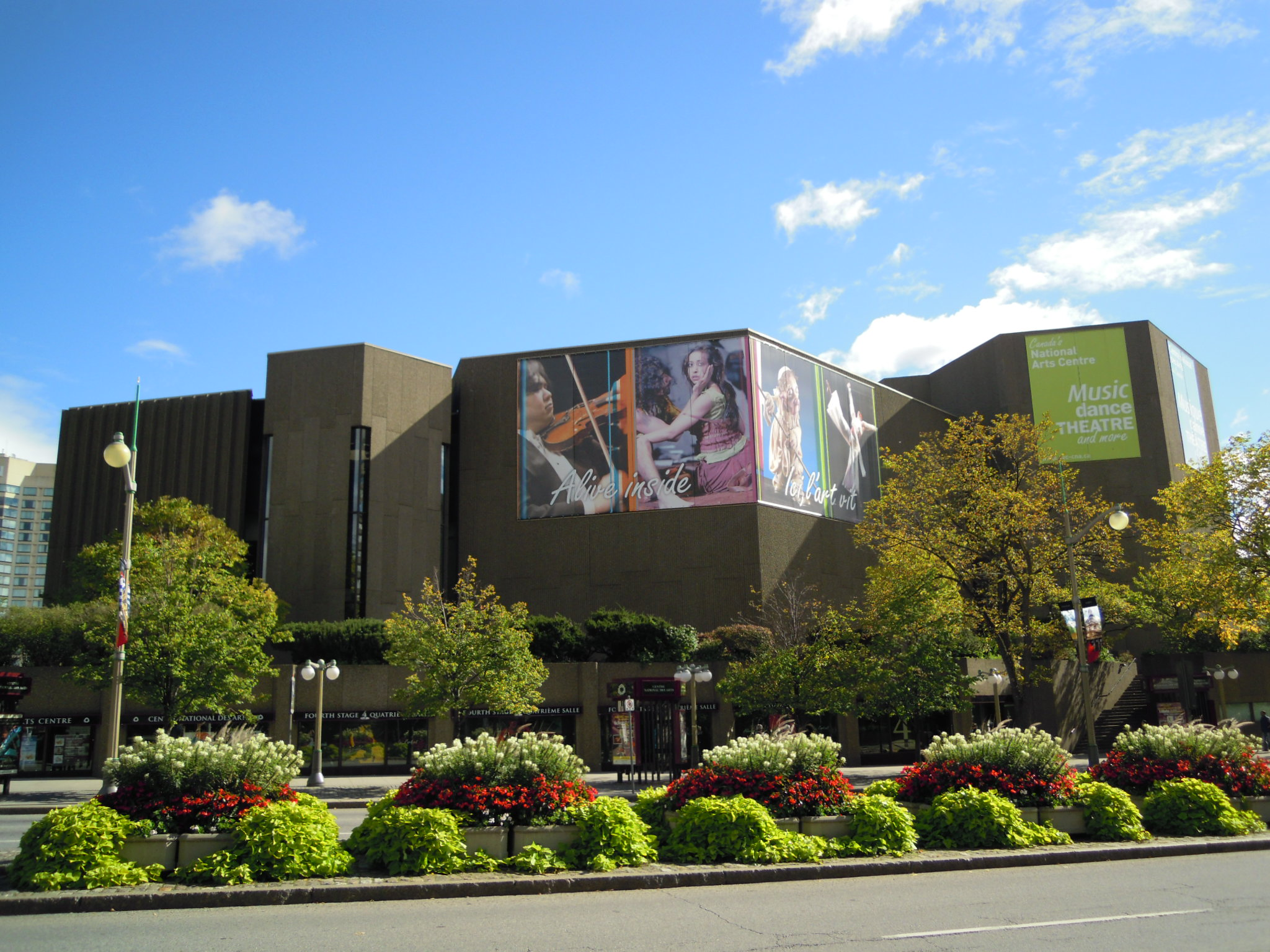
National Arts Centre, Ottawa, Ontario (completado en 1969).
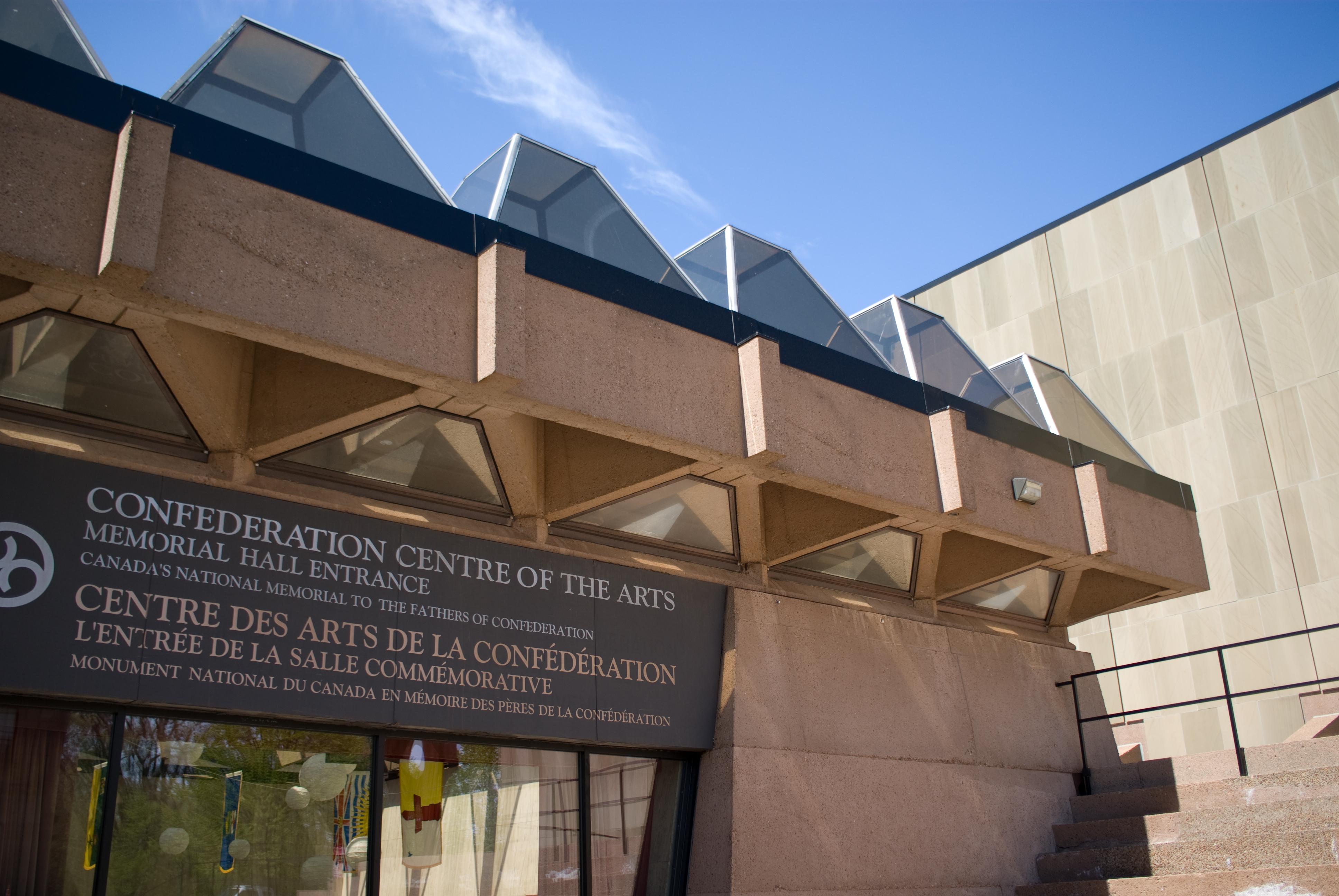
Confederation Centre of the Arts, Charlottetown, Prince Edward Island (completado en 1964)